# Drużynowy Puchar Świata na Żużlu 2008
Drużynowy Puchar Świata 2008 – ósma edycja turnieju, mająca na celu wyłonić najlepszą żużlową reprezentację świata – Drużynowego Mistrza Świata. Złotego medalu bronili Polacy.

## Terminarz
| Data / wyniki   | Miejsce    |
| Eliminacje      | Eliminacje |
| --------------- | ---------- |
| 25 maja 2008    | Miszkolc   |
| 29 czerwca 2008 | Lublana    |
| Półfinały       |            |
| 12 lipca 2008   | Leszno     |
| 14 lipca 2008   | Coventry   |
| Baraż           |            |
| 17 lipca 2008   | Vojens     |
| Finał           |            |
| 19 lipca 2008   | Vojens     |

## Eliminacje
W eliminacjach wystartowały zespoły, które w poprzedniorocznym DPŚ zajęły 7. i 8. miejsce (USA i Finlandia) oraz wszystkie inne reprezentacje, które zgłosiły się do rozgrywek.

### Miszkolc (1)
25 maja 2008 – Miszkolc (Węgry)
| Msc | | Drużyna / Zawodnik | Biegi             | Punkty |
| --- | --- | ------------------ | ----------------- | ------ |
| 1   | | Węgry              | Węgry             | 51+3   |
| 1   | (1) Matej Ferjan (2) Norbert Magosi (3) László Szatmári (4) József Tabaka (5) Sándor Tihanyi             | (-)                | 13+3 11 7 8       |        |
| 2   | | Niemcy             | Niemcy            | 51+2   |
| 2   | (1) Martin Smolinski (2) Richard Speiser (3) Tobias Kroner (4) Kevin Wölbert (5) Christian Hefenbrock    | (-)                | 12 7 12+2 8 12    |        |
| 3   | | Łotwa              | Łotwa             | 36     |
| 3   | (1) Andrejs Koroļevs (2) Ķasts Puodžuks (3) Jevgeņijs Petuhovs (4) Vjačeslavs Giruckis (5) Leonīds Paura | (-)                | ns 10 5 9 12      |        |
| 4   | | Stany Zjednoczone  | Stany Zjednoczone | 12     |
| 4   | (1) Billy Janniro (2) Ryan Fisher (3) Shaun Harmatiuk (4) Kenny Ingalls (5) Tommy Hedden                 | (-)                | 2 6 0 3 1         |        |

### Lublana (2)
29 czerwca 2008 – Lublana (Słowenia)
| Msc | | Drużyna / Zawodnik | Biegi          | Punkty |
| --- | --- | ------------------ | -------------- | ------ |
| 1   | | Czechy             | Czechy         | 59     |
| 1   | (1) Matěj Kůs (2) Aleš Dryml (3) Adrian Rymel (4) Lukáš Dryml (5) Luboš Tomíček                       | (-)                | 12 13 10 13 11 |        |
| 2   | | Finlandia          | Finlandia      | 40     |
| 2   | (1) Tomi Reima (2) Juha Hautamäki (3) Kauko Nieminen (4) Tero Aarnio (5) Kai Laukkanen                | (-)                | 8 6 12 4 10    |        |
| 3   | | Słowenia           | Słowenia       | 35     |
| 3   | (1) Denis Štojs (2) Izak Šantej (3) Matej Žagar (4) Maks Gregorič (5) Aleš Kraljič                    | (-)                | 0 9 15 10 1    |        |
| 4   | | Włochy             | Włochy         | 16     |
| 4   | (1) Mattia Carpanese (2) Alessandro Milanese (3) Daniele Tessari (4) Marco Gregnanin (5) Andrea Maida | (-)                | 3 4 0 4 5      |        |

## Półfinały
Po raz szósty turniej finałowy DPŚ składał się z ośmiu drużyn narodowych. Podobnie jak przed rokiem, półfinały zostały rozegrane na terenie krajów startujących w tych półfinałach (Polska i Wielka Brytania) a baraż i finał na terenie innego (Dania).
Zwycięzcy półfinałów awansują do finału. Drużyny z 2. i 3. miejsca w półfinale pojechali w barażu, z którego dwie reprezentacje uzupełniały skład finałowy.

### Leszno (1)
12 lipca 2008 –  Leszno
| Msc | | Drużyna / Zawodnik | Biegi           | Punkty |
| --- | --------------------------------------------------------------------------------------------------- | ------------------ | --------------- | ------ |
| 1   | | Australia          | Australia       | 56+3   |
| 1   | (1) Jason Crump (2) Leigh Adams (3) Ryan Sullivan (4) Davey Watt (5) Chris Holder                   | (-)                | 11 20+3 8 6 11  |        |
| 2   | | Polska             | Polska          | 56+2   |
| 2   | (1) Krzysztof Kasprzak (2) Rune Holta (3) Tomasz Gollob (4) Jarosław Hampel (5) Wiesław Jaguś       | (-)                | 10 13 12 15+2 6 |        |
| 3   | | Rosja              | Rosja           | 36     |
| 3   | (1) Dienis Gizatullin (2) Grigorij Łaguta (3) Daniił Iwanow (4) Rienat Gafurow (5) Emil Sajfutdinow | (-)                | 5 8 21 6        |        |
| 4   | | Węgry              | Węgry           | 10     |
| 4   | (1) Matej Ferján (2) Sándor Tihanyi (3) József Tabaka (4) Norbert Magosi (5) László Szatmári        | (-)                | 9 0 1 0 0       |        |

### Coventry (2)
14 lipca 2008 –  Coventry
| Msc |                                                                                                  | Drużyna / Zawodnik | Biegi           | Punkty |
| --- | ------------------------------------------------------------------------------------------------ | ------------------ | --------------- | ------ |
| 1   |                                                                                                  | Dania              | Dania           | 64     |
| 1   | (1) Nicki Pedersen (2) Niels K. Iversen (3) Kenneth Bjerre (4) Hans Andersen (5) Bjarne Pedersen | (-)                | 14 12 14 10 13  |        |
| 2   |                                                                                                  | Szwecja            | Szwecja         | 51     |
| 2   | (1) Fredrik Lindgren (2) Peter Ljung (3) Andreas Jonsson (4) Jonas Davidsson (5) Daniel Nermark  | (-)                | 12 8 9 16 7     |        |
| 3   |                                                                                                  | Wielka Brytania    | Wielka Brytania | 25     |
| 3   | (1) Scott Nicholls (2) Chris Harris (3) Lee Richardson (4) Simon Stead (5) Oliver Allen          | (-)                | 4 9 6 2 2       |        |
| 4   |                                                                                                  | Czechy             | Czechy          | 13     |
| 4   | (1) Matěj Kůs (2) Aleš Dryml (3) Adrian Rymel (4) Filip Šitera (5) Luboš Tomíček                 | (-)                | 1 0 6 2 4       |        |

## Baraż
W zawodach barażowych startują drużyny, które w półfinałach zajęły drugie i trzecie miejsca. Dwie najlepsze reprezentacje z barażu awansują do finału.

### Vojens (baraż)
17 lipca – Vojens  Dania
| Msc | | Drużyna / Zawodnik | Biegi           | Punkty |
| --- | -------------------------------------------------------------------------------------------------- | ------------------ | --------------- | ------ |
| 1   | | Szwecja            | Szwecja         | 53     |
| 1   | (1) Jonas Davidsson (2) Andreas Jonsson (3) Peter Ljung (4) Fredrik Lindgren (5) Daniel Nermark    | (-)                | 10 13 10 13 6   |        |
| 2   | | Polska             | Polska          | 50     |
| 2   | (1) Tomasz Gollob (2) Wiesław Jaguś (3) Rune Holta (4) Grzegorz Walasek (5) Jarosław Hampel        | (-)                | 10 11 9 12 8    |        |
| 3   | | Wielka Brytania    | Wielka Brytania | 36     |
| 3   | (1) Lee Richardson (2) Tai Woffinden (3) Chris Harris (4) Edward Kennett (5) Scott Nicholls        | (-)                | 4 9 3 9         |        |
| 4   | | Rosja              | Rosja           | 17     |
| 4   | (1) Dienis Gizatullin (2) Siergiej Darkin (3) Daniił Iwanow (4) Rienat Gafurow (5) Grigorij Łaguta | (-)                | 3 ns 1 12       |        |

## Finał
W finale startowało dwóch zwycięzców półfinałów oraz dwie najlepsze reprezentacje z zawodów barażowych.

### Vojens (finał)
19 lipca – Vojens (Dania)
| Msc |                                                                                                  | Drużyna / Zawodnik | Biegi        | Punkty |
| --- | ------------------------------------------------------------------------------------------------ | ------------------ | ------------ | ------ |
| 1   |                                                                                                  | Dania              | Dania        | 49     |
| 1   | (1) Nicki Pedersen (2) Bjarne Pedersen (3) Kenneth Bjerre (4) Niels K. Iversen (5) Hans Andersen | (-)                | 11 9 7 11    |        |
| 2   |                                                                                                  | Polska             | Polska       | 46     |
| 2   | (1) Rune Holta (2) Wiesław Jaguś (3) Tomasz Gollob (4) Grzegorz Walasek (5) Jarosław Hampel      | (-)                | 5 12 14 4 11 |        |
| 3   |                                                                                                  | Szwecja            | Szwecja      | 39     |
| 3   | (1) Andreas Jonsson (2) Daniel Nermark (3) Peter Ljung (4) Fredrik Lindgren (5) Jonas Davidsson  | (-)                | 8 0 4 16 10  |        |
| 4   |                                                                                                  | Australia          | Australia    | 21     |
| 4   | (1) Leigh Adams (2) Chris Holder (3) Jason Crump (4) Ryan Sullivan (5) Davey Watt                | (-)                | 6 4 3 5 3    |        |

## Kolejność końcowa
| Miejsce | Reprezentacja     |
| 1       | Dania             |
| 2       | Polska            |
| 3       | Szwecja           |
| 4       | Australia         |
| ------- | ----------------- |
|         |                   |
| 5       | Wielka Brytania   |
| 6       | Rosja             |
|         |                   |
| 7       | Czechy            |
| 8       | Węgry             |
|         |                   |
| 9       | Niemcy            |
| 10      | Finlandia         |
| 11      | Łotwa             |
| 12      | Słowenia          |
| 13      | Włochy            |
| 14      | Stany Zjednoczone |